# Maeror Tri
Maeror Tri — музыкальная группа из Германии, основанная в конце 80-х годов XX века. Просуществовав всего 8 лет, она оказала значительное влияние на развитие экспериментальной и дарк-эмбиент сцены.

## Обзор
Maeror Tri образовалась в Германии в апреле 1988 года. Maeror Tri это латинское название, грамматически не совсем верное, но по мнению музыкантов звучащее лучше, чем правильная версия, означающее приблизительно трое поглощённых или трое застывших. Maeror переводится с латыни как скорбь, что хорошо отражает изначальные эмоции музыки группы — печаль и отчаяние.
В начале команда играла музыку, которую можно охарактеризовать как гитарный нойз. Однако в дальнейшем группа стала уделять всё большее внимание электронике. Коллектив состоял из трёх человек которые только использовали электрические гитары и большое количество преобразующей аппаратуры для создания своих неповторимых звуковых ландшафтов. Музыка Maeror Tri включает большое количество музыкальных элементов таких течений и направлений как дроун-эмбиент, индастриал, авангард, минимализм. Группа распалась в 1996 году, сразу после выпуска своего последнего прижизненного альбома — Language Of Flames And Sound, однако успела записать большое количество музыки, которая была издана позже.
После распада коллектива Стефан и Мартин организовали новую группу под названием Troum («сон, мечта»), исполняющую аналогичную музыку, тогда как третий участник группы Хельг создал свой проект Tausendschoen. Стефан Кнаппе также известен как основатель и владелец музыкального лейбла Drone Records.

## История
В период с 1988 по 1992 года группа выпустила на различных лейблах семь магнитоальбомов, материал с которых был впоследствии использован для создания диска Meditamentum (1994). Некоторые работы того времени утеряны безвозвратно, большинство же увидело свет только после распада Maeror Tri.
Первый диск группы, Multiple Personality Disorder (1993), был концептуальным произведением, состоящим из четырёх частей, записанных в 1991 году. Этот альбом был посвящён различным формам шизофрении —- четыре части альбома по мнению музыкантов представляли собой внутреннее интуитивное познание подсознания, где реальность под действием болезни меняется на «подреальность», через идею саморазрушения, с помощью скрытых психических механизмов в самом конце достигающее эйфории чувства безопасности. На альбоме видна техника, которой музыканты уже владели к тому времени, но, несмотря на всё мастерство дисторширования и наложения гитарных звуков, альбом не полностью смог передать всю мощь звучания некоторых фрагментов, изданных на кассете.
Техника наложения звука достигла пика на Myein (1995), работе, записанной в 1992—-1993 годах, и состоящей из трёх частей, которые представляли три аспекта творчества группы: готическое гудение «Phlogiston», эмбиентная электроника «Desiderium» и монотонное космическое бормотание 47-минутной «Myein».
Последним прижизненным альбомом группы стал Language Of Flames And Sound (1996), записанный в период с 1992 по 1995 годы, включающий в себя 33-минутную «Origo». Записав вышедшую уже в 1997 году симфонию в трёх частях Hypnos/Trance (этот альбом вышел на Staalplaat в серии Mort Aux Vaches), в ноябре 1996 года группа распадается, и два её участника образуют новую команду —- Troum.
Однако на этом дискография группы не заканчивается. В 1997 году выходит, пожалуй, наиболее распространённый сборник неизданных композиций, Emotional Engramm. В 1998 и 1999 годах, только на виниловых пластинках, выходят альбомы Hypnotikum I и Hypnotikum II, на которых представлены фрагменты концертных выступлений группы. В 1999 году также выходит Meditamentum II, вторая часть сборника самых ранних работ.

## Характеристика звучания
Музыкальные композиции группы представляли собой гитарные эмбиентно-шумовые эксперименты, нечто среднее между симфониями Гленна Бранки, ранними индустриальными работами Throbbing Gristle и футуристическим эмбиентом Seefeel. Группа продолжила традиции, заложенные Illusions Of Safety, Hafler Trio, PGR, совместив их при этом с гитарным эмбиентным саундом. Их пульсирующие механизированные композиции были направлены на изучение воздействия музыки на человеческие чувства. Лидер группы, Стефан Кнаппе, дал музыке Maeror Tri определение «архаичная музыка». Он писал в своём манифесте, опубликованном в журнале «Audio Drudge»: 

в последние годы ни одно определение любого музыкального стиля не несёт в себе отрицания индустриальной музыки (сейчас уже достаточно коммерциализированной и классифицированной) или так называемой «шумовой культуры». Но как назвать стиль, состоящий из монотонного гудения, мрачных громоподобных раскатов звука, атмосферные искажения, повторения, звуки, подобные текущей лаве? В наборе гармоничных фрагментов и эмбиентных звуков могут встретиться самые разные элементы — от готики до death-industrial и noise…

Музыка группы оказала влияние на творчество московского художника Александра Немковского.

## Дискография
| Год  | Название                            | Формат      | Лейбл                       | Примечания                                           |
| ---- | ----------------------------------- | ----------- | --------------------------- | ---------------------------------------------------- |
| 1988 | Dedicated To A New Dawn             | MC (C-60)   | Baracken-Records            | приватный релиз                                      |
| 1988 | Perception Kills                    | MC (C-60)   | Baracken-Records            | приватный релиз                                      |
| 1989 | Peak Experience                     | MC (C-60)   | Harsh Reality Music         |                                                      |
| 1990 | Peak Experience                     | MC (C-60)   | Bestattunginstitut          | два трека отличаются от треков на предыдущем издании |
| 1990 | Somnia Et Expergisci                | MC (C-60)   | IRRE Tapes                  | сплит с Nostalgie Eternelle                          |
| 1990 | Ambient Dreams                      | MC (C-60)   | ZNS Tapes                   | доступен для свободного скачивания на сайте лейбла   |
| 1991 | Fragilitas                          | MC          | Drone Records               | приватный релиз                                      |
| 1991 | Sensuum Mendacia                    | MC (C-45)   | Direction Music             |                                                      |
| 1991 | Subliminal Forces                   | MC (C-60)   | Tonspur Tapes               |                                                      |
| 1992 | Hypnobasia                          | MC (C-45)   | Old Europa Cafe             |                                                      |
| 1992 | Venenum                             | MC (C-60)   | Audiofile Tapes             |                                                      |
| 1992 | Timeless Transcension               | Video (VHS) | 1000schøen-Media            |                                                      |
| 1993 | Multiple Personality Disorder       | CD          | Korm Plastics               |                                                      |
| 1993 | Saltatrix                           | 7"          | Drone Records               | два издания                                          |
| 1993 | Yearning For The Secret Of Nature   | MC (C-77)   | Fool’s Paradise             |                                                      |
| 1993 | Mind Reversal                       | MC (C-60)   | Hithlahabuth                |                                                      |
| 1993 | Archaic States                      | MC (C-60)   | G.R.O.S.S.                  |                                                      |
| 1994 | Ultimate Time                       | MC (C-60)   | Old Europa Cafe             |                                                      |
| 1994 | Meditamentum                        | CD          | Holonom                     |                                                      |
| 1995 | Physis                              | 7"          | Fool’s Paradise             |                                                      |
| 1995 | Myein                               | CD          | N D                         |                                                      |
| 1995 | Mystagogus                          | 7"          | White Noise                 |                                                      |
| 1995 | Ambiguitas                          | MC (C-60)   | Lebensraum                  |                                                      |
| 1996 | Exorbitant                          | 7"          | Ant-Zen                     |                                                      |
| 1996 | The Beauty Of Sadness               | MC (C-70)   | Direction Music             |                                                      |
| 1996 | Language Of Flames And Sound        | CD          | Old Europa Cafe             |                                                      |
| 1997 | Mort Aux Vaches                     | CD          | Staalplaat                  |                                                      |
| 1997 | Emotional Engramm                   | CD          | Iris Light Records          |                                                      |
| 1998 | Pleroma / Altrove                   | Pic-10"     | Ant-Zen                     |                                                      |
| 1998 | Hypnotikum I                        | LP          | Soleilmoon Recordings       | концертные записи                                    |
| 1998 | Simulationswelten                   | 7"          | Rendezvous Radikal          | сплит с Telepherique                                 |
| 1999 | Meditamentum II                     | CD          | Manifold Records            |                                                      |
| 1999 | Venenum                             | CD-R        | ÜNE (r)ecords               | переиздание                                          |
| 1999 | Hypnotikum II                       | LP          | Poeta Negra / absurd        | концертные записи                                    |
| 2000 | Ave                                 | 10"         | Obuh Records                |                                                      |
| 2000 | Mind Reversal                       | CD-R        | Blade Records               | переиздание                                          |
| 2000 | Forazeihan / Broken Books And Wings | Pic-7"      | Disaster Area               | сплит с Crawl Unit                                   |
| 2001 | Yearning For The Secret Ov Nature   | CD-R        | EE Tapes                    | переиздание                                          |
| 2005 | Hypnobasia / Ultimate Time          | 2xCD        | Old Europa Cafe             | переиздание                                          |
| 2005 | Meditamentum                        | CD          | Manifold Records            | переиздание                                          |
| 2005 | Myein                               | CD          | Waystyx                     | переиздание                                          |
| 2005 | Peak Experience                     | CD-R        | Blade Records / Afe Records | переиздание                                          |
| 2005 | Sensuum Mendacia                    | CD-R        | L White Records             | переиздание                                          |
| 2005 | The Beauty Of Sadness               | CD          | Tantric Harmonies           | переиздание                                          |
| 2005 | The Singles                         | CD          | EE Tapes                    | переиздание 7" винилов                               |
| 2007 | Ambient Dreams                      | CD          | Beta-lactam Ring Records    | переиздание                                          |
| 2008 | Language Of Flames And Sound        | CD          | Old Europa Cafe             | переиздание                                          |
| 2010 | The A.V.E. - Tapes / Live in Nevers | CD          | Zhelezobeton                | концертные записи                                    |